# Theobald Wolfe Tone
Pour les articles homonymes, voir Wolfe et Tone.

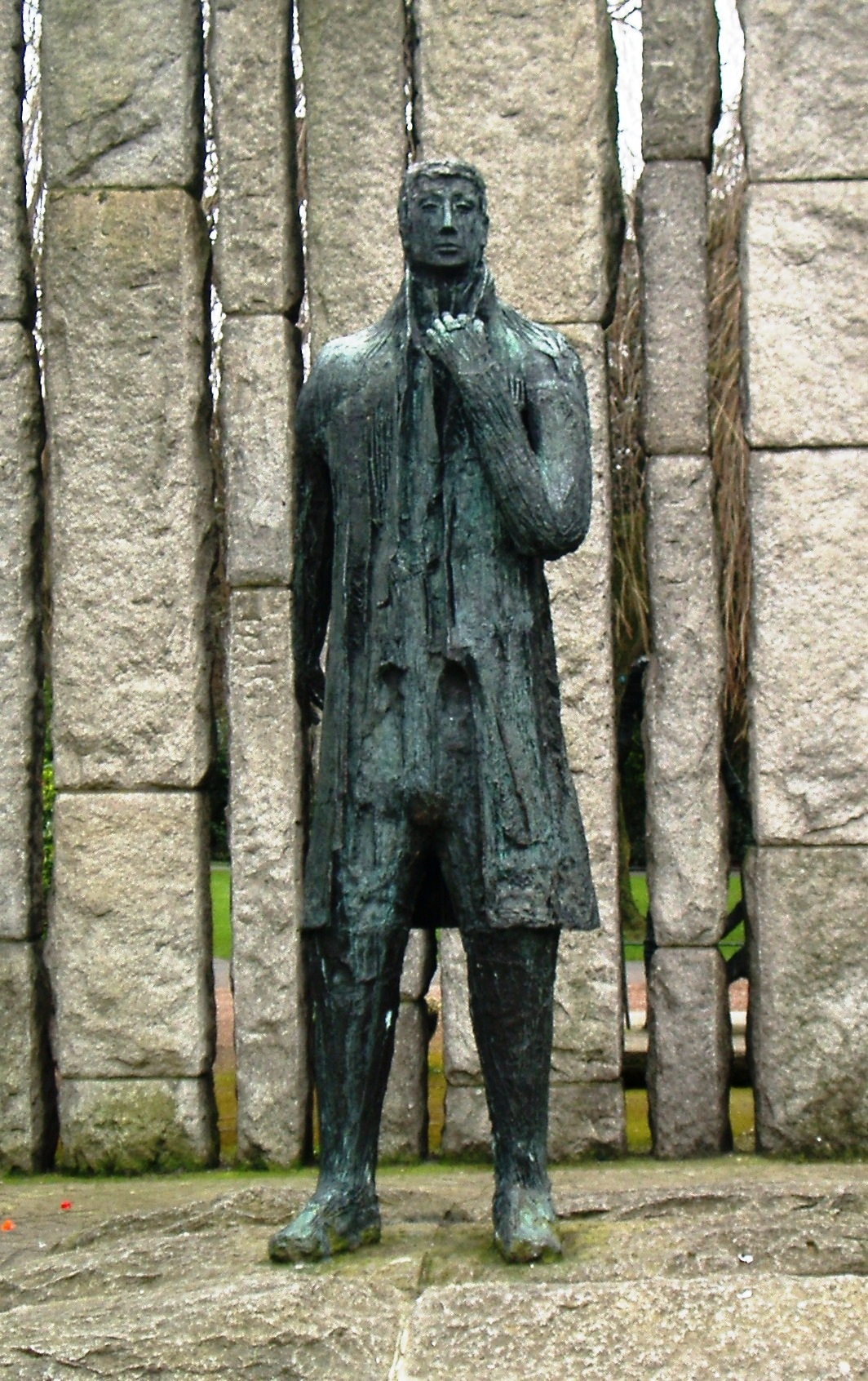
Statue réalisée par Edward Delaney, à Dublin.

Theobald Wolfe Tone, né le 20 juin 1763 à Dublin et mort le 19 novembre 1798, est un homme politique irlandais. Aux yeux de certains, il est l’initiateur du nationalisme républicain irlandais.

## Biographie
Issu d'une famille modeste, de confession protestante, il fait des études de droit au Trinity College de Dublin, mais son désir est de devenir soldat.
L’année 1787 le voit arriver à Londres pour terminer ses études, mais il est plus occupé par la fréquentation des femmes, la littérature, et il ne songe qu’à l’aventure.
De retour à Dublin en 1789, il s’inscrit au barreau et s’intéresse à la politique. De réformateur modéré, ses convictions vont se radicaliser : il écrit notamment un article dans lequel il réclame la séparation de l’Irlande et de l’Angleterre (septembre 1791),.
Cette même année, c’est la création de la Société des Irlandais unis à laquelle il participe ; ce club a pour but la libération de l’Irlande, quelle que soit la confession de ses membres.
Le 13 juin 1795, il part en exil vers les États-Unis. En février 1796, il arrive à Paris via Le Havre et rencontre Charles Delacroix de Contaut, alors ministre des Relations extérieures du Directoire pour lequel il rédige un mémoire sur son pays et l’intérêt d’une intervention française. En juillet de la même année, il devient chef de brigade dans l’armée du Directoire.
Le 15 décembre 1796, une armée de quarante-cinq navires transportant treize mille quatre cents hommes quitte Brest. Mais une  tempête contrecarre l’opération près des côtes irlandaises. Une nouvelle expédition est organisée sous la responsabilité de Hoche, mais n’aura pas lieu.
Le 21 juin 1798, le soulèvement des Irlandais unis est un échec sanglant à Vinegar Hill. En septembre 1798, les Anglais mettent en déroute une nouvelle expédition française, dont Wolfe Tone fait partie. Reconnu, il est arrêté et, le 10 novembre, il est condamné à mort par pendaison. 
Par égard pour l'uniforme français qu’il porte, il demande à être fusillé, ce qui lui est refusé. Il décide alors de se trancher la gorge, mais son agonie dure une semaine.
Le 19 juin 1932, quinze-mille membres de l’Armée républicaine irlandaise (IRA) se réunissent sur sa tombe à Bodenstown, en prélude à une période d’intense activité.